# Natranaerobiales
Natranaerobiales son bacterias pertenecientes al filo Bacillota. Son bacilos halófilos encontrados en lagos hipersalinos, son termófilas, alcalófilas, Gram positivas, sin motilidad y de metabolismo quimiorganótrofo anaerobio estricto.